# Aegotheles albertisi
Noitibó-coruja-montês ou egotelo-serrano (Aegotheles albertisi) é uma espécie de ave da família Aegothelidae.
Pode ser encontrada nos seguintes países: Indonésia e Papua-Nova Guiné.
Os seus habitats naturais são: regiões subtropicais ou tropicais húmidas de alta altitude.